# 凯蒂亚
凯蒂亚（Khetia），是印度中央邦Barwani县的一个城镇。总人口14265（2001年）。

## 人口
该地2001年总人口14265人，其中男性7383人，女性6882人；0—6岁人口2127人，其中男1149人，女978人；识字率66.39%，其中男性为74.55%，女性为57.64%。